# Közönséges bűnözők
A Közönséges bűnözők (eredeti cím: The Usual Suspects) 1995-ben bemutatott amerikai bűnügyi film Bryan Singer rendezésében. A filmet a Sundance Filmfesztiválon mutatták be 1995 januárjában. A film Oscar-díjas forgatókönyvét Christopher McQuarrie írta. A filmben nyújtott alakításáért Kevin Spacey Oscar-díjat nyert.

## Cselekmény
A filmben Verbal Kint (Kevin Spacey), egy kisstílű és állandóan hazudozó szélhámos egy különös és csavaros történetet mesél az őrszobán Kujan ügynöknek, a törvény emberének (Chazz Palminteri) arról, hogyan keveredett bele olyan eseményekbe, melyek eredményeképp egy Los Angeles-i mólón tűzvész keletkezett és amelyek lövöldözésbe és mészárlásba torkollottak.
Kint története, mely ennek az előzményeit mondja el, egyre sötétebb árnyalatot vesz, ahogyan egyre több szó esik a török Keyser Sozeről, az alvilág kegyetlen, titokzatos, nagy hatalmú és megközelíthetetlen fejedelméről, akinek gátlástalansága és óriási hatalma legendás nemcsak alvilági körökben, hanem a törvényt védő alkalmazottak körében is (bár az ügynök csak ostoba legendának tartja).

## Szereplők
| Színész            | Szerep               | Magyar hang            |
| ------------------ | -------------------- | ---------------------- |
| Stephen Baldwin    | Michael McManus      | Selmeczi Roland        |
| Gabriel Byrne      | Dean Keaton          | Haás Vander Péter      |
| Benicio del Toro   | Fred Fenster         | Kassai Károly          |
| Kevin Pollak       | Todd Hockney         | Háda János             |
| Kevin Spacey       | Roger 'Verbal' Kint  | Forgács Péter          |
| Chazz Palminteri   | Dave Kujan ügynök    | Sinkovits-Vitay András |
| Pete Postlethwaite | Kobayashi            | Varga T. József        |
| Suzy Amis          | Edie Finneran        | Koffler Gizi           |
| Giancarlo Esposito | Jack Baer FBI-ügynök | Dózsa Zoltán           |
| Dan Hedaya         | Jeff Rabin őrmester  | Cs. Németh Lajos       |
| Ron Gilbert        | Daniel Metzheiser    | Bitskey Tibor          |
| Peter Greene       | Redfoot              | Rosta Sándor           |
| Morgan Hunter      | Arkosh Kovash        | Botár Endre            |

## Díjak és jelölések
- Oscar-díj (1996)
  - díj: legjobb férfi mellékszereplő (Kevin Spacey)
  - díj: legjobb eredeti forgatókönyv (Christopher McQuarrie)

- BAFTA-díj (1996)
  - díj: legjobb forgatókönyv (Christopher McQuarrie)
  - díj: legjobb vágás (John Ottman)
  - jelölés: legjobb film

- Golden Globe-díj (1996)
  - jelölés: Legjobb férfi mellékszereplő (Kevin Spacey)

## Érdekességek
- Egy összeégett magyar bűnöző összes szavai magyarul hangzanak el a filmben: „Láttam az ördögöt!”.[3]